# Nokia 2690
Il Nokia 2690 è un telefono cellulare prodotto dall'azienda finlandese Nokia.

## Caratteristiche
- Dimensioni: 107,5 x 45,5 x 13,8 mm
- Massa: 85 g
- Risoluzione display: 128 x 160 pixel a 65 536 colori
- Durata batteria in conversazione: 6 ore
- Durata batteria in standby: 720 ore (30 giorni)
- Batteria: Li-Ion 860 mAh (BL-4C)
- Fotocamera: 0.3 megapixel
- Bluetooth